# فرودگاه منطقه‌ای ایسترن دبلیو وی
فرودگاه منطقه‌ای ایسترن دبلیو وی (به انگلیسی: Eastern WV Regional Airport) (به زبان بومی: Shepherd Field) یک فرودگاه با کد یاتا MRB است که یک باند فرود آسفالت و دارد و طول باند آن ۲۳۸۲ متر است. این فرودگاه در کشور ایالات متحده آمریکا قرار دارد .